# Janne Kuokkanen
Janne Miika Matteus Kuokkanen (* 25. Mai 1998 in Oulunsalo) ist ein finnischer Eishockeyspieler, der seit Juli 2025 erneut bei den Malmö Redhawks aus der Svenska Hockeyligan (SHL) unter Vertrag steht. Zuvor verbrachte der Flügelstürmer unter anderem drei Jahre in der Organisation der Carolina Hurricanes, die ihn im NHL Entry Draft 2016 an 43. Position ausgewählt hatten, sowie zwei Spielzeiten bei den New Jersey Devils.

## Karriere
Janne Kuokkanen wurde in Oulunsalo geboren und durchlief in seiner Jugend die Nachwuchsabteilungen von Kiekko-Laser aus dem benachbarten Oulu. Zur Saison 2013/14 wechselte er innerhalb der Stadt zu Kärpät Oulu, für deren U20 er ab der Spielzeit 2014/15 in der Nuorten SM-liiga auflief, der höchsten Juniorenliga des Landes. Im Folgejahr erreichte der Angreifer dort mit 53 Scorerpunkten aus 47 Partien einen Punkteschnitt von über 1,0 und debütierte in der Folge auch für die Herren von Kärpät in der Liiga, wobei ihm prompt zwei Tore gelangen. Zudem bestritt der Finne auf Leihbasis eine Partie für Kajaanin Hokki in der zweitklassigen Mestis. Nach der Spielzeit 2015/16 wurde er im NHL Entry Draft 2016 an 43. Position von den Carolina Hurricanes berücksichtigt, sodass er sich zu einem Wechsel nach Nordamerika entschloss und fortan für die London Knights, die ihn beim CHL Import Draft 2016 in der ersten Runde an Position 56 gezogen hatten, in der Ontario Hockey League (OHL) auflief. Mit 62 Punkten aus 60 Spielen etablierte sich der Flügelstürmer auch dort als regelmäßiger Scorer, sodass ihn die Hurricanes im März 2017 mit einem Einstiegsvertrag ausstatteten.
Noch gegen Ende der Spielzeit 2016/17 wechselte Kuokkanen in die Organisation der Hurricanes, wo er vorerst bei deren Farmteam eingesetzt wurde, den Charlotte Checkers aus der American Hockey League (AHL). Im Oktober 2017 debütierte er für Carolina in der National Hockey League (NHL), kehrte jedoch nach vier Einsätzen in die AHL zurück. In ähnlicher Weise kam er im Folgejahr auf sieben NHL-Spiele, steigerte seine Leistungen in der AHL jedoch nochmals deutlich und vertrat die Checkers beim AHL All-Star Classic. Das Team gewann in den folgenden Playoffs den Calder Cup, wobei der Finne selbst jedoch nicht zum Einsatz kam. Nachdem er sich auch in der Spielzeit 2019/20 nicht bei den Hurricanes etablieren konnte, wurde er samt Fredrik Claesson und einem konditionalen Viertrunden-Wahlrecht im NHL Entry Draft 2020 zu den New Jersey Devils transferiert. Im Gegenzug wechselte sein Landsmann Sami Vatanen nach North Carolina. Zur anschließenden Off-Season im Herbst 2020 kehrte er leihweise zu Kärpät in die Liiga zurück, bevor er sich im Rahmen der Vorbereitung auf die Saison 2020/21 einen Stammplatz im NHL-Aufgebot der Devils erspielte.
In New Jersey war der Finne letztlich zwei Jahre aktiv und kehrte anschließend im Juli 2022 nach Europa zurück, indem er sich Fribourg-Gottéron aus der Schweizer National League anschloss. Zur Saison 2023/24 wechselte er zu den Malmö Redhawks in die Svenska Hockeyligan (SHL). Zur Spielzeit 2024/25 folgte die Rückkehr in die Schweiz, indem Kuokkanen einen Zweijahresvertrag beim Lausanne HC unterzeichnete. Diesen erfüllte Kuokkanen jedoch nicht, da er bereits nach einer Saison nach Malmö zurückkehrte.

### International
Auf internationaler Ebene debütierte Kuokkanen im Rahmen der World U-17 Hockey Challenge im November 2014, wo die finnische Auswahl den vierten Platz belegte. Anschließend folgte eine Bronzemedaille beim Europäischen Olympischen Winter-Jugendfestival 2015 sowie ein weiterer vierter Rang beim Ivan Hlinka Memorial Tournament 2015. Mit der U18-Nationalmannschaft seines Heimatlandes nahm der Angreifer in der Folge an der U18-Weltmeisterschaft 2016 teil und gewann dort mit dem Team die Goldmedaille. Im U20-Bereich folgten mit der finnischen U20-Auswahl ein neunter sowie ein sechster Platz bei den U20-Weltmeisterschaften 2017 und 2018.

## Erfolge und Auszeichnungen
- 2019 Teilnahme am AHL All-Star Classic
- 2019 Calder-Cup-Gewinn mit den Charlotte Checkers
- 2025 Schweizer Vizemeister mit dem Lausanne HC

### International
- 2015 Bronzemedaille beim Europäischen Olympischen Winter-Jugendfestival
- 2016 Goldmedaille bei der U18-Weltmeisterschaft

## Karrierestatistik
Stand: Ende der Saison 2024/25

### International
Vertrat Finnland bei:
| - World U-17 Hockey Challenge im November 2014 - Europäischen Olympischen Winter-Jugendfestival 2015 - Ivan Hlinka Memorial Tournament 2015 | - U18-Weltmeisterschaft 2016 - U20-Weltmeisterschaft 2017 - U18-Weltmeisterschaft 2018 |

(Legende zur Spielerstatistik: Sp oder GP = absolvierte Spiele; T oder G = erzielte Tore; V oder A = erzielte Assists; Pkt oder Pts = erzielte Scorerpunkte; SM oder PIM = erhaltene Strafminuten; +/− = Plus/Minus-Bilanz; PP = erzielte Überzahltore; SH = erzielte Unterzahltore; GW = erzielte Siegtore; 1 Play-downs/Relegation; Kursiv: Statistik nicht vollständig)